# Fundación Alzheimer España
La Fundación Alzheimer España (FAE) es una organización española sin fines de lucro, no gubernamental, asistencial, apolítica, aconfesional, de ámbito nacional y estatal, fundada en 1991, con vocación de ayudar, representar y mejorar la calidad de vida de los afectados por la enfermedad de Alzheimer, y de sus cuidadores y familias. Está bajo el patronato del Ministerio de Sanidad y Política Social de España. Fue creada por iniciativa de un grupo de personas cuyas familias sufrieron las consecuencias de esta enfermedad, y de profesionales (investigadores, clínicos, abogados, economistas, etc.) involucrados en esta patología.

## Relaciones institucionales
Es miembro de la Asociación Española de Fundaciones y del "Grupo Sectorial Fundaciones de la Salud".
En 1991, participó en la creación de Alzheimer Europe conjuntamente con Organizaciones de Familias de Irlanda, Bélgica y Holanda. Su actividad en el marco de esta Organización Europea fue constante tanto por su participación en proyectos financiados por la Comisión Europea como por la integración de sus representantes en las estructuras de gobierno.

## Reconocimientos
- La investigación de la FAE sobre trastornos de conducta en el Alzheimer, finalista en los Premios Caja Madrid de Investigación Social 2009 (Memoria 26 – invierno 2009)
- La FAE recibe el premio Mejores Ideas del Año, otorgado por Diario Médico (Memoria 20 – primavera 2008)
- La Fundación Farmaindustria premia a la FAE por segundo año consecutivo entre las asociaciones de pacientes con mayor presencia social en España (Memoria 19 – primavera 2007)
- Finalista en los Premios Farmaindustria (Memoria 15 – invierno 2005)
- Galardonada en los I Premios Medical Economics (Memoria 13 – primavera 2005)
- Premiada por Obra Social Caja Madrid en reconocimiento a su labor de investigación (Memoria 12 – invierno 2004)
- Cruz Roja premia a la FAE con su Medalla de Oro (Memoria 10 – primavera 2004)
- La Escuela de Administración de Empresas (EAE) Business School eligió en 2010 a la Fundación Alzheimer España como proyecto docente para el "Master en Dirección de Comunicación".